# Six/Nine
『Six/Nine』（シックス・ナイン）は、日本のロックバンドであるBUCK-TICKの8枚目のオリジナル・アルバム。
1995年5月15日にビクターエンタテインメントのInvitationレーベルよりリリースされた。前作『darker than darkness -style 93-』（1993年）よりおよそ2年ぶりとなる作品であり、作詞は櫻井敦司および今井寿が担当、作曲は今井および星野英彦が担当、BUCK-TICKによるセルフ・プロデュースとなっている。
レコーディングは日本国内および国外の様々なスタジオで行われ、DER ZIBET所属のISSAYがボーカルとしてゲスト参加している。櫻井によるダークな世界観を前面に出した作品であり、今井が音楽ユニットであるSCHAFTにおいて志向したデジタル、インダストリアルなアプローチやアンビエントの要素も加わっている。曲名もできる限り捻くれたものにするという方針のため日本語が多く使用され長いタイトルとなった曲もあるほか、全16曲で71分超となるBUCK-TICK史上最長のオリジナル・アルバムとなっている。
先行シングルとして「唄」および「鼓動」がリリースされた。収録曲「楽園（祈り 希い）」において「コーラン」の無断使用が発覚しイスラミックセンター・ジャパンから抗議されたために後に修正版がリリースされており、修正版のリリースと同日に「見えない物を見ようとする誤解 全て誤解だ」がリカットとしてリリースされた。
本作はオリコンチャートにて初登場1位となった。

## 背景
前作『darker than darkness -style 93-』（1993年）リリース後、BUCK-TICKは「darker than darkness -style '93-」と題したコンサートツアーを同年5月20日の大阪城ホール公演から11月19日の群馬音楽センター公演まで、49都市全59公演を実施した。同年12月31日には渋谷公会堂にて開催された「TVK LIVE GAGA SPECIAL'93」に出演し、SOFT BALLETとともに「ICONOCLASM」を演奏した。
1994年に入り、2月にヤガミトールはアナーキー所属の仲野茂や元De-LAX所属の榊原秀樹、THE STREET BEATS所属の市川勝也と共にセッションライブを実施した。5月末には樋口豊が新宿ロフトにおいて仲野と共演しライブを行った。6月には写真集の撮影のためメンバーはトルコに向かい、現地でバスをチャーターして各地で撮影を行った。
その後BUCK-TICKは、「L.S.B」と題したSOFT BALLETおよびLUNA SEAとのジョイントコンサートツアーを8月9日の国営海の中道海浜公園野外劇場公演から8月30日の大阪城ホール公演まで、5都市全5公演を実施。同ツアーには他にTHE YELLOW MONKEY、L'Arc〜en〜Ciel、THE MAD CAPSULE MARKET'S、DIE IN CRIESがゲストとして参加した。
8月24日には写真集付きの限定生産リミックス・アルバム『シェイプレス』がリリースされた。また、9月21日には今井寿とSOFT BALLET所属の藤井麻輝によるユニット「SCHAFT」のファーストアルバム『SWITCHBLADE』がリリースされ、同アルバムにはTHE MAD CAPSULE MARKET'S所属のCRA\およびMOTOKATSU、元オール・アバウト・イヴのジュリアンヌ・リーガン、ミート・ビート・マニフェストのジョニー・ステファンズなどが参加した。その後SCHAFTは「ONE HOUR OVER DRIVE」と題したライブツアーを9月26日および9月27日に渋谷公会堂、10月3日に大阪厚生年金会館大ホールにて実施した。

## 録音、制作
本作のレコーディングは1994年12月から1995年3月にかけて、日本国内のスタジオ以外にもイギリスのマスターロックスタジオなどを使用し多岐に亘って行われた。1994年12月の段階で今井は7曲完成していたと述べており、「黙ってても曲が湯水のように溢れ出てくる」と豪語していたが、沢山あるアイデアをデモテープに落とし込む段階で手間取ったために制作に膨大な時間を要することとなった。そのためバンド史上最も制作が難航した作品となり、終盤にはトラックダウン、ボーカル録り、リズム録りを別々のスタジオで同時進行するという事態を引き起こした。作詞および歌入れを行った櫻井は後に「滑り込みセーフって感じです」と述べている。原因はアイデアが出てこなくなったわけではなく、出てくるアイデアを今井がまとめきれなくなっていったために作曲やアレンジ作業に行き詰まった結果であり、今井は星野英彦による制作曲ではギター演奏をしていない。今井は当初「楽園」のアルバムバージョンでは「絶対ギター弾こう」と思っていたが、気が付いた時にはトラックダウンまで終了しており間に合わなかったと述べている。また、星野は今井による制作曲において「限りなく鼠」以外はすべてギター演奏を行っている。
1曲目の「Loop」と最終曲の「Loop MARK II」はミックスを変えただけの内容であり、「Loop MARK II」に関しては曲順を決定する段階で、メンバーの誰かが制作すると言い出したために今井の関知しないところで収録されることになった。また「Somewhere Nowhere」に関しては、最後の音入れの段階で「Loop」に被せるための音を選定していた際に制作されたリズムを気に入った今井が土壇場で急遽1曲制作することを決定、周囲の人間に呆れられた今井は「1分で終わりますから」と説得して制作に踏み切ったと述べている。また本作の制作時間が膨大になった理由として、今井は曲のイメージに合わせて「4分15秒」など演奏時間を決めて作業に取り掛かり、実際の演奏時間が「5分20秒」など超過した際は録り直しを行っており、それらの作業にコンピュータを一切使用していなかったためであると述べている。その他、今井は本作において自身が斬新だと思える曲は「君のヴァニラ」「鼓動」「Somewhere Nowhere」「相変わらずの「アレ」のカタマリがのさばる反吐の底の吹き溜まり」「デタラメ野郎」であると述べている。アルバムタイトルは今井が決定しており、磁石のS極とN極から選択した「S」と「N」という文字を使用する意図があり、当初は『S/N』というタイトルが候補に挙がっていたが意味が分からないことから、さらに検討した結果数字の「6」と「9」が正反対になることで『Six/Nine』と決定されることとなった。
櫻井は本作にて様々な歌唱法を試しているが、自身が様々な歌唱法を試してみたかったことと曲が求めているキャラクターを考えながら考えて歌唱した結果であると述べている。デモテープ時と実際のレコーディングによって完成した音源は全く異なるものとなるため、櫻井は歌入れするまでに検討していたことはすべて一から再構築する必要性が生じると述べ、歌入れにおいて20回程度歌い直した曲もあれば3回程度で済んだものもあると述べている。また前作までのボーカルスタイルを破壊したいとの願望があったために日頃からノートに様々な言葉を書き留めていたが、結果としてノートに書かれた言葉は歌詞としては使用せず自身にとってリアルであり曲が持つキャラクターに合わせた言葉を選んで作詞したと述べている。

## 音楽性と歌詞
本作はロックバンド的な音作りではなくテクノ的な音作りを目指して制作されており、2枚目のアルバム『SEXUAL×××××!』（1987年）の収録曲である「ILLUSION」のような従前におけるバラードの代わりに、聴かせるアンビエントとして制作されたのが「Loop」であると今井は述べている。制作時の心境について今井は6枚目のアルバム『狂った太陽』（1991年）の頃に近いものであったと述べ、また『darker than darkness -style 93-』（1993年）においてギターサウンドを追求していたためにそれとはまた異なるもの、ヘビーなだけでなくもう一捻りの要素を試行錯誤していたと述べている。本作ではアンビエントやインダストリアルなどバンド形式とは相反する表現が増加しているが、バンド形式が足枷になっていないか問われた今井は「それで演るから面白い感じになるんじゃないですか。だからこのアルバムに関してもそういう事感じてませんよ」と述べている。インタビュアーからSCHAFTでは自由自在な表現が出来るものの、バンド形式では制限があるためにアバンギャルドになりすぎないブレーキの役割を果たしているのではないかと問われた今井は肯定はしなかったが、BUCK-TICKが2人組のユニットであるとしたら制作する音は変化するだろうとも述べている。本作収録曲の内、「唄」や「love letter」などのロックテイストの強い曲ばかりになると古典的なものを目指していると誤解される恐れがあったため、テクノとバンドサウンドの融合を目指すことになったと今井は述べているが、今井自身は古典的なロックの作品を全く聴いておらず興味本位でギターサウンドを追求した結果が偶然古典的なロックサウンドのようになったとも述べている。
櫻井は「唄」が制作された時点から「BUCK-TICKらしくないものを作りたい」と公言、「唄」のデモテープを聴いた櫻井は今井について「アイツ自身の変わろうとする意志が見えた」と述べていた。それに関し今井も「思いっきり変化をつけた」と述べ、ギターリフも自然に制作出来たと述べている。櫻井は前作を踏襲することが自身にとって許せないことであったと述べ、完全燃焼を目指して作詞を行ったと述べている。本作以前は自身の知らない言葉は使用しないという制限を設けていたが、本作において櫻井は「何でもあり」の状態で自身を型にはめずに制作したと述べている。本作収録曲において櫻井は数曲で作詞に行き詰まっており、「見えない物を見ようとする誤解 全て誤解だ」はメンバーとの音合わせの際に「違うな」と思ったことから1日で書き直しを行い、「限りなく鼠」は支離滅裂であると述べたほか、「愛しのロック・スター」では第三者を中傷していると捉えられる恐れから悩み、DER ZIBET所属のISSAYにボーカルを依頼した際も「死にそうな声で電話してきた」と後に言われたと述べている。当時大槻ケンヂがPTSDに悩まされていたことを受け、櫻井も紹介された精神病院で診察を受けたところ医者から「超鬱だ」と診断されたと述べている。また、星野による制作曲はイメージをつかみ取れず作詞が難航したとも述べている。その他、本作の制作には五木寛之の著書『生きるヒント』（1993年 - 1997年）が参考になったとも述べている。
書籍『BUCK-TICK ~since 1985-2011~ 史上最強のROCK BAND』では本作の音楽性に関して、「それまでのBUCK-TICKが培ってきた多様な音楽的要素を、考えうるあらゆる化学反応のよって爆発させたかのような、実に多面的で壮大な“音の宇宙”だった」と記されているほか、「『狂った太陽』より彼らが用い始めた電子音楽の要素を一層大胆に取り入れたアルバム」であるとも記されている。

## リリース
1995年5月15日にビクターエンタテインメントのInvitationレーベルからCDにてリリースされた。初回プレス分のみスペシャルカラーPケース（紫）でシンボルステッカーが封入されていた。
しかし、初回プレス分および通常盤に収録された6曲目「楽園（祈り 希い）」において、間奏にイスラム教の聖典である「コーラン」の逆再生音声が無断で使用されていたため、イスラム教徒からの指摘によりイスラミックセンター・ジャパンが本作を発売したビクターに抗議。同年7月6日にビクターの幹部がイスラミックセンター・ジャパンに出向き謝罪する事態となった。7月12日にはそれまでにプレスした本作と同曲を収録したシングル「鼓動」各約30万枚の発売中止と在庫の回収を決定された。その後、当該箇所の「コーラン」を削除し修正を施した上で9月21日に本作とシングル「鼓動」は共に再リリースされることとなり、本作はスペシャルカラーPケース（赤）にてリリースされた。また同日に本作からのリカットシングルとなる「見えない物を見ようとする誤解 全て誤解だ」がリリースされた。
2002年9月19日には、ビクターエンタテインメントのHAPPY HOUSEレーベルから比留間整監修によるデジタルリマスター版がリリースされ、初回限定盤にはジャケットサイズのオリジナルステッカーが付属されたほか、ボーナス・トラックとして「太陽ニ殺サレタ (Live at Omiya Sonic City1993) 」が追加収録された。
2007年9月5日には生産限定品として、ビクター所属時代のアルバム全12作品のデジタルリマスター版が紙ジャケット仕様でリリースされた。同版には携帯サイズのロゴステッカー・シートが封入されたほか、全タイトルを一括購入すると先着で全タイトル収納ケースがプレゼントされるキャンペーンが行われた。

## プロモーション
本作リリース前の同年4月17日から4月29日にかけて、『新作完全再生劇場版』と題したフィルムコンサートが全国で7公演開催、同公演のために収録曲全てのミュージック・ビデオが制作された。このミュージック・ビデオは長らく商品化されていなかったが、映像作品集『PICTURE PRODUCT』（2002年）にて初めて全曲商品化された。なお、シングルとしてリリースされた「唄」「鼓動」「見えない物を見ようとする誤解 全て誤解だ」の3曲はシングル用のプロモーション映像とビデオコンサートの映像とで内容がそれぞれ異なっており、1曲につきミュージック・ビデオが2種類存在していることになる。

## アートワーク
本作のアートワークはグラフィックデザイナーのサカグチケンが手掛けている。サカグチは本作制作中の時期に今井の自宅に滞在した際に、今井がタイトルを『Six/Nine』と決定した瞬間に居合わせたと述べている。完成した曲を聴いたサカグチはアイデアが浮かび、ニューヨークの現代作家であるロバート・ロンゴのスケッチ画が印象に残っていたことから、ロンゴの作品をコンピュータグラフィックスで描くことを検討した。また初回限定盤の紫のカラーケースもサカグチの発案であり、回収騒動の後の再リリース盤では赤のカラーケースに決定したと述べている。

## ツアー
本作を受けたコンサートツアーは、「Somewhere Nowhere 1995 TOUR」と題して5月14日の新宿リキッドルーム公演から8月9日の大阪厚生年金会館公演まで、24都市全30公演が行われた。ツアー開始当初は本作収録曲のみのセットリストとなっており、ツアー中盤には「スピード」や「ICONOCLASM」がセットリストに組み込まれたものの、ツアー終盤には再び本作収録曲のみのセットリストに戻された。そのため、ヒット曲やライブにおける定番曲を一切演奏しない構成となっていた。
ツアー最終日となった大阪厚生年金会館公演では、櫻井は黒いロングコート姿で現れ1曲目に「鼓動」、続いて2曲目には「love letter」が演奏された。その後「限りなく鼠」、「君のヴァニラ」と続いた後に櫻井による「元気? 元気そうだね。さぁ!!」というMCが入り「見えない物を見ようとする誤解 すべて誤解だ」「密室」「相変わらずの「アレ」のカタマリがのさばる反吐の底の吹き溜まり」が演奏された。その後「Somewhere Nowhere」が演奏されたが、同曲演奏時の櫻井の叫び声は毎回変化しており、本作収録の内容とは異なっていた。「楽園」はシングルバージョンで演奏され、その後「細い線」が演奏。櫻井による「今日はツアーの最後なので兄貴と一緒に…ISSAY!!」とMCが行われ、ISSAYが登場し櫻井とともに「愛しのロック・スター」を歌唱、ISSAYは新宿リキッドルーム、日本武道館、那覇市民会館、大阪厚生年金会館の4公演のみのゲスト参加となった。ISSAYは後に「いつかまた2人が出逢いたいと思う時が来たら、僕はここに来ます」とコメントしている。その後「Kick（大地を蹴る男）」「デタラメ野郎」「唄」が演奏され本編は終了となった。アンコールでは「さくら」「ICONOCLASM」「スピード」「die」が演奏されたが、アンコールを4曲演奏したのはツアー最終日のみとなった。最後は櫻井による「『Six/Nine』にかかわったすべての人たちにありがとう。また逢いましょう。それまで生きていてね」とのMCが行われ終幕となった。

## 批評
| 専門評論家によるレビュー    | 専門評論家によるレビュー |
| レビュー・スコア            | レビュー・スコア         |
| 出典                        | 評価                     |
| --------------------------- | ------------------------ |
| CDジャーナル                | 肯定的                   |
| BUCK-TICK ~since 1985-2011~ | 肯定的                   |
| B-T DATA                    | 肯定的                   |

音楽情報サイト『CDジャーナル』では、「思いっきりインダストリアル・ノイズ系の傾向が出ている時期ではあったが、まさかアルバムでここまでダークサイケな楽曲を羅列するとは」と驚きのコメントを出しており、櫻井の歌声が無機質なサウンドに人間味を与えているとした上で「超内省的な一枚」と総括したほか、「難解なアレンジや歌詞、歪んだギターと、さらに深化していく内容に圧倒される作品」と表現した上で、本作がチャート上位にランクインしたことから「大衆性を持つところがさすが」と肯定的に評価した。書籍『BUCK-TICK ~since 1985-2011~ 史上最強のROCK BAND』では、「『狂った太陽』より彼らが用い始めた電子音楽の要素を一層大胆に取り入れたアルバム」と肯定的に評価した。書籍『B-T DATA BUCK-TICK 25th Anniversary Edition』では、歌詞について「希望と絶望、真実と嘘、生と死といった相反するイメージがタイトルに投影されている」と指摘した上で、「全16曲というボリュームもさることながら、アンビエント、テクノ、オルタナなど、多彩な要素を盛り込んだ壮大なスケールのアルバム」と肯定的に評価した。

## チャート成績
本作はオリコンチャートにて初登場1位を獲得、登場回数は7回で売り上げ枚数は24.1万枚となった。この売り上げ枚数はBUCK-TICKのアルバム売上ランキングにおいて5位となっている。2022年に実施されたねとらぼ調査隊によるBUCK-TICKのアルバム人気ランキングでは2位となった。

## 収録曲

### 一覧
| 全編曲: BUCK-TICK（特記除く）。 |                                                                  |                  |                  |       |
| #                               | タイトル                                                         | 作詞             | 作曲             | 時間  |
| 1.                              | 「Loop」                                                         | 櫻井敦司         | 今井寿           | 4:39  |
| 2.                              | 「love letter」                                                  | 今井寿           | 今井寿           | 4:18  |
| 3.                              | 「君のヴァニラ」                                                 | 櫻井敦司         | 今井寿           | 4:28  |
| 4.                              | 「鼓動」                                                         | 櫻井敦司         | 今井寿           | 6:53  |
| 5.                              | 「限りなく鼠」                                                   | 櫻井敦司         | 今井寿           | 5:05  |
| 6.                              | 「楽園（祈り 希い）」                                            | 櫻井敦司         | 星野英彦         | 4:37  |
| 7.                              | 「細い線」                                                       | 櫻井敦司         | 星野英彦         | 4:36  |
| 8.                              | 「Somewhere Nowhere」(編曲: 今井寿、横山和俊)                    | 今井寿、櫻井敦司 | 今井寿           | 1:27  |
| 9.                              | 「相変わらずの「アレ」のカタマリがのさばる反吐の底の吹き溜まり」 | 今井寿           | 今井寿           | 4:44  |
| 10.                             | 「デタラメ野郎」                                                 | 櫻井敦司         | 今井寿、櫻井敦司 | 4:54  |
| 11.                             | 「密室」                                                         | 櫻井敦司         | 星野英彦         | 4:55  |
| 12.                             | 「Kick（大地を蹴る男）」                                         | 櫻井敦司         | 今井寿           | 4:28  |
| 13.                             | 「愛しのロック・スター」                                         | 櫻井敦司         | 星野英彦         | 4:51  |
| 14.                             | 「唄」                                                           | 櫻井敦司         | 今井寿           | 4:01  |
| 15.                             | 「見えない物を見ようとする誤解 全て誤解だ」                      | 櫻井敦司         | 今井寿           | 4:47  |
| 16.                             | 「Loop MARK II」                                                 |                  | 今井寿           | 2:23  |
| 合計時間:                       | 合計時間:                                                        | 合計時間:        | 合計時間:        | 71:06 |

| 全編曲: BUCK-TICK（特記除く）。 |                                                                  |                  |                  |       |
| #                               | タイトル                                                         | 作詞             | 作曲             | 時間  |
| 1.                              | 「Loop」                                                         | 櫻井敦司         | 今井寿           | 4:38  |
| 2.                              | 「love letter」                                                  | 今井寿           | 今井寿           | 4:19  |
| 3.                              | 「君のヴァニラ」                                                 | 櫻井敦司         | 今井寿           | 4:27  |
| 4.                              | 「鼓動」                                                         | 櫻井敦司         | 今井寿           | 6:53  |
| 5.                              | 「限りなく鼠」                                                   | 櫻井敦司         | 今井寿           | 5:04  |
| 6.                              | 「楽園（祈り 希い）」                                            | 櫻井敦司         | 星野英彦         | 4:38  |
| 7.                              | 「細い線」                                                       | 櫻井敦司         | 星野英彦         | 4:36  |
| 8.                              | 「Somewhere Nowhere」(編曲: 今井寿、横山和俊)                    | 今井寿、櫻井敦司 | 今井寿           | 1:28  |
| 9.                              | 「相変わらずの「アレ」のカタマリがのさばる反吐の底の吹き溜まり」 | 今井寿           | 今井寿           | 4:44  |
| 10.                             | 「デタラメ野郎」                                                 | 櫻井敦司         | 今井寿、櫻井敦司 | 4:54  |
| 11.                             | 「密室」                                                         | 櫻井敦司         | 星野英彦         | 4:55  |
| 12.                             | 「Kick（大地を蹴る男）」                                         | 櫻井敦司         | 今井寿           | 4:28  |
| 13.                             | 「愛しのロック・スター」                                         | 櫻井敦司         | 星野英彦         | 4:51  |
| 14.                             | 「唄」                                                           | 櫻井敦司         | 今井寿           | 4:01  |
| 15.                             | 「見えない物を見ようとする誤解 全て誤解だ」                      | 櫻井敦司         | 今井寿           | 4:47  |
| 16.                             | 「Loop MARK II」                                                 |                  | 今井寿           | 2:31  |
| 17.                             | 「太陽ニ殺サレタ (Live at Omiya Sonic City1993)」                | 櫻井敦司         | 今井寿           | 7:17  |
| 合計時間:                       | 合計時間:                                                        | 合計時間:        | 合計時間:        | 78:31 |

### 曲解説
1. 「Loop」
今井の作ったアンビエントなインストゥルメンタルに、櫻井によるポエトリーリーディングが入る曲。歌詞カードには詩の序連しか記載されていない。本曲および「Somewhere Nowhere」の歌詞が記載されていない理由について、櫻井はハプニングとして聴いてほしいためであると述べている[26]。また、本曲の歌唱法については櫻井が自身で考案すると申し出たために今井は櫻井にすべて委ねることとなった[26]。
2. 「love letter」
全英語詞。
3. 「君のヴァニラ」
10枚目のシングル「見えない物を見ようとする誤解 全て誤解だ」のカップリング曲で、シングル盤はミックスが異なり、また櫻井の歌い方も異なっている。
4. 「鼓動」
9枚目のシングル曲。シングル盤とはミックスが異なる。詳細は「鼓動」を参照。
5. 「限りなく鼠」
歌詞について櫻井は支離滅裂であると述べている[11]。しかしインタビュアーからは分かりやすい曲であると言われており、本音が爆発していると言われた櫻井は「一行完結というか。そういう風に見てくれると……ありがたいやら恥ずかしいやら」と述べている[26]。
6. 「楽園（祈り 希い）」
間奏部分にコーランの逆再生を使用[注釈 3]。サブタイトルの「祈り 希い」は、櫻井が今井の自宅で見つけた映画『ピアノ・レッスン』（1993年）のサントラ盤に記載された「希い」という文字を見て、「希い」と書いて「こいねがい」と読むと知ったために使用したと述べている[27]。9枚目のシングル「鼓動」のカップリングで、シングル盤はアレンジが全く異なり、ハードロック調のアレンジになっている。
7. 「細い線」
8. 「Somewhere Nowhere」
トラックダウン直前になって今井が即興で作り出した。曲中の台詞（歌詞）は、車で首都高速を走った時の経験をモチーフにしている。歌詞カードに台詞の表記は一切ない。元々は「Loop」に被せる音を選定していた際に制作したリズムトラックを今井が気に入り、急遽制作に踏み切ったため周囲の人間からは呆れられたと今井は述べている[10]。今井はその場で「Somewhere Nowhere」という言葉を伝え、櫻井は急いでスタジオに行き1回聴いただけで音声を入れて一発でOKを出したと述べている[26]。今井はデタラメにギターを弾いていたが、櫻井が入れた音声との完成版を聴いたスタッフは笑いながら「やっぱ凄いバンドだこの絶妙さ」と称賛したという[26]。
ミュージック・ビデオは、方位磁石をイメージした映像のみで構成されている。
9. 「相変わらずの「アレ」のカタマリがのさばる反吐の底の吹き溜まり」
BUCK-TICKの楽曲の中では最もタイトルが長い曲。今井がメインボーカルを担当。歌詞中に本作のタイトルである「Six」と「Nine」が登場する。
10. 「デタラメ野郎」
今井が作ったコード進行に、櫻井が歌メロを付けた曲。「Loop」と同様に櫻井が自身で歌唱法を考案したいと述べたために今井がすべてを委ねて制作されたが、後に歌を聴いた今井は「俺も叫びたい」と思って叫び声を追加している[26]。
11. 「密室」
偏執的な愛情をテーマにした曲。
12. 「Kick（大地を蹴る男）」
13. 「愛しのロック・スター」
歌詞の題材は櫻井自身の事であり、徹底的に自身を矮小化して笑い飛ばすような内容となっている[11]。しかし櫻井は第三者を中傷する内容に聴こえてしまうのではないかと危惧した結果うつ状態となった[11]。デモを聞いたときに櫻井は、作曲者の星野に「（ツインボーカルで）歌ってみる?」と誘ってみたが断られた。DER ZIBET所属のISSAYがボーカルで参加しており、櫻井は直接ISSAYのオファーを掛けたが後にISSAYから「死にそうな声で電話してきた」と言われている[11]。櫻井は「ISSAYさんなくしては、この詞は完成しなかったかもしれないですね」と述べている[27]。
ミュージック・ビデオには、過去の映像作品の映像も一部挿入されている。
14. 「唄」
8枚目のシングル曲。シングル盤とはミックスが異なる。詳細は「唄」を参照。
15. 「見えない物を見ようとする誤解 全て誤解だ」
10枚目のシングル曲。シングル盤はほぼ同じミックスだが、歌詞が大幅に変更されている。詳細は「見えない物を見ようとする誤解 全て誤解だ」を参照。
16. 「Loop MARK II」
1曲目とは違い、櫻井の朗読部分がないインストゥルメンタルとなっている。今井は当初本曲を収録することは考えていなかったが、曲順を決定する際に今井が関知しないところでメンバーの提案によって収録されることになったと述べている[10]。
ミュージック・ビデオは、アルバムの制作スタッフロールも兼ねている。

## スタッフ・クレジット

### BUCK-TICK
- 櫻井敦司 - ボーカル、バッキングボーカル、サックス
- 今井寿 - ギター、ノイズ、ヴォックス、バッキングボーカル
- 星野英彦 - ギター、キーボード
- 樋口豊 - ベース
- ヤガミトール - ドラムス、パーカッション

### 参加ミュージシャン
- スザンヌ・ブラムソン - バッキングボーカル、アレンジメント
- 飛鳥ストリングス - エレクトリック＆アコースティックヴァイオリン、アレンジメント
- 横山和俊 - キーボード、プログラミング、マニピュレート
- ISSAY - ボーカル（13曲目）
- 梯郁夫 - タブラ（6曲目）

### スタッフ
- 比留間整 - レコーディング・エンジニア、ミキシング・エンジニア
- 藤島浩人 - 追加エンジニア
- 石塚真一 - 追加エンジニア
- 荒井健一 - アシスタント・エンジニア
- 谷川博 - アシスタント・エンジニア
- 山崎和重 - マスタリング・エンジニア
- 田中淳一 - ディレクター
- 豊島直己 - プロモーター
- 清水良成 - プロモーター
- SHAKING HANDS INC. - アーティスト・マネージメント
- 下川ハジメ - アーティスト・マネージメント
- 木澤勉 - アーティスト・マネージメント
- 峰守一隆 - ギター&ベース・テクニシャン
- 志賀みつひろ - ドラム・テクニシャン&チューナー
- 浅見繁男 - ドラム・テクニシャン&チューナー
- 村木敬史 - エグゼクティブ・プロデューサー
- 高木修 - エグゼクティブ・プロデューサー

- サカグチケン - アート・ディレクション、デザイン
- ロバート・ロンゴ - カバービジュアル「JERK FACE」オリジナル・デザイン
- M.HASUI - アーティスト・フォトグラファー
- EZIMA - CGオペレーター
- 土井宏明 - デザイン
- さいとうひろあき - デザイン
- 八木智晴 - スタイリング
- 谷崎隆幸 - ヘアー&メイクアップ
- 富岡昌広 - コーディネーター
- 祖師雄一郎 - コーディネーター

- フェルナンデス - スペシャル・サンクス
- グレコ - スペシャル・サンクス
- ラディック - スペシャル・サンクス
- フックアップ - スペシャル・サンクス
- BOW'S GUITAR GALLERY - スペシャル・サンクス
- トランスワールド - スペシャル・サンクス
- 志村昭三 - スペシャル・サンクス
- 新井和之 - スペシャル・サンクス
- 松木昭男（イシバシ楽器） - スペシャル・サンクス
- 奈良敏博 - スペシャル・サンクス
- HURRYS TOYA - スペシャル・サンクス
- セオリスタジオ - スペシャル・サンクス

## リリース履歴
| No. | 日付          | レーベル                                | 規格 | 規格品番                                  | 最高順位 | 備考                                                                                               |
| --- | ------------- | --------------------------------------- | ---- | ----------------------------------------- | -------- | -------------------------------------------------------------------------------------------------- |
| 1   | 1995年5月15日 | ビクターエンタテインメント／Invitation  | CD   | VICL-654                                  | 1位      | 初回盤のみスペシャルカラーPケース（紫）、シンボルステッカー封入                                    |
| 2   | 1995年9月21日 | ビクターエンタテインメント／Invitation  | CD   | VICL-711                                  | -        | 「楽園（祈り 希い）」を修正して再リリース、Pケース（赤）                                           |
| 3   | 2002年9月19日 | ビクターエンタテインメント／HAPPY HOUSE | CD   | VICL-60989（初回盤） VICL-60969（通常盤） | -        | デジタルリマスター盤（監修：比留間整） 初回盤のみボーナストラック1曲収録、オリジナルステッカー封入 |
| 4   | 2007年9月5日  | ビクターエンタテインメント／Invitation  | CD   | VICL-62549                                | -        | デジタルリマスター盤、カラーブックケース収納                                                       |